# Bástya utca (Kolozsvár)
A Bástya utca (románul Str. Constantin Daicoviciu) Kolozsvár belvárosában, az Óvárban található; a Karolina tér délnyugati sarkáról indul nyugat felé a Bartha Miklós (Sétatér, Május 1, Emil Isac) utcába torkollva.

## Neve
Nevét a közelben álló Ötvösök tornyáról kapta, mivel a városfal tornyait (helytelenül) bástyának nevezték. A román hatalomátvételig Bástya utca volt a neve, ezután Strada General Gherescu (Gherescu tábornok utca) lett, arról az Anton Gherescuról elnevezve, akinek vezetésével 1918. december 24-én a román hadsereg bevonult Kolozsvárra. 1941 és 1945 között ismét Bástya utca néven szerepelt, illetve ennek a névnek román megfelelőjeként 1957-ig Strada Bastionului volt. 1957-ben Emil Isac költőről, 1990-ben Constantin Daicoviciu történészről nevezték el.

## Története
Eredetileg a várfalig haladó zsákutca volt, és csak a 19. században, a városfalak lebontása után lett kijárata.

## Műemlékek
Az utcából az alábbi épületek szerepelnek a romániai műemlékek jegyzékében:
| Házszám | Kép | Megnevezés                              | Építés dátuma | Műemlék kódja   |
| ------- | --- | --------------------------------------- | ------------- | --------------- |
| 1       |     | Kőváry-ház                              | 19. század    | CJ-II-m-B-07300 |
| 3       |     | Schläger-ház                            | 18–19. század | CJ-II-m-B-07301 |
| 5       |     | Juhász-ház                              | 18–19. század | CJ-II-m-B-07302 |
| 15      |     | Műszaki Egyetem (Kereskedelmi Akadémia) | 1887          | CJ-II-m-B-07303 |